# 青のミブロ
『青のミブロ』（あおのミブロ）は、安田剛士による日本の漫画作品。『週刊少年マガジン』（講談社）にて、2021年46号から連載中。幕末の京都が舞台となっている。少年の視点から新選組を描いた作品。「壬生浪（ミブロ）」とは新選組の前身である壬生浪士組の通称である。

## 沿革
2021年9月8日発売の『週刊少年マガジン』41号にて、作者の安田が短期集中連載していた『PAUSE -ポーズ-』が完結した。それと同時に同号にて、本作の連載が開始されることが発表され、安田によるネームも公開された。同年10月13日発売の同誌46号にて、連載を開始。
2022年6月には、本作の聖地である京都でスタンプラリーを開催。東映太秦映画村とコラボレートも実施された。
『週刊少年マガジン』2024年20号掲載の第122話で第一部が終了し、同年21・22合併号からは近藤勇が実権を握り隊名を「壬生浪士組」から「新選組」と改め再出発した第二部『青のミブロ-新選組編-』を開始。
2024年10月19日よりテレビアニメ化された。

## あらすじ
激動の幕末を生き抜き剣術道場の師範となった元新選組隊士の老人・永倉新八は、教え子である子どもたちから新選組の話をせがまれていた。そこで彼は、今まで誰にも話していないとっておきを披露することにする。決して歴史には残らないであろう三匹の狼、ちりぬにお、田中太郎、斎藤はじめの物語である。
時は文久三年三月（1863年）、まだ新選組が壬生浪士組だった頃。京都の団子屋「ちりぬ屋」で婆ちゃん・妹と共に暮らす心優しき少年におが、客として訪れた壬生浪（ミブロ）の土方歳三と沖田総司の2人と出会うところから物語は始まる。

### 3巻まで
土方の誘いでミブロの屯所である壬生村の八木邸に身を寄せることになったにおは、荒々しいエネルギーを持て余す隊士たちに圧倒されつつも隊の一員として認められ、他の2匹の狼である田中太郎、斎藤はじめとも仲を深めていく。
そんなある日、会津藩より壬生浪士組を支援してもよいとの話が持ち掛けられる。禄も無く八木家に居候している彼らにとっては願っても無い好機だったが、その条件として会津藩士を狙う5人の暗殺者を始末することを命じられる。無法者には無法者を、という会津側の思惑だったが、ミブロは会津藩を3か月間苦しめた刺客たちをわずか2日で片づけ力を示し、藩主である京都守護職・松平容保に気に入られ正式に会津藩預かりとして認められる。

### 血の立志団編（9巻第72話まで）
におの提案で揃いの羽織を作ることになった壬生浪士組。その紋様と柄を婆ちゃんに描いてもらうため、実家のちりぬ屋に戻ったにお達三匹の狼は、団子屋の手伝いをさせられることになる。におだけでなく、太郎・はじめも殺伐としたミブロの生活で忘れかけていた家族の温かさを久しぶりに感じていた。そんな中、ちりぬ屋を「菊千代」と名乗る一人の少年が訪れる。彼の命を狙い店を訪れた男「直純」をなんとか店外に撃退したにお達だったが、店の前に直純が居座っているためうかつに外に出ることができない。戻らないのを不審に思った土方、沖田、藤堂平助が訪れ合流できたものの、店は多数の敵に囲まれており不利な状況は変わらない。菊千代の正体は、二条城にいるはずの将軍・徳川家茂だった。京の市井の人々をお忍びで視察していた家茂は、直純率いる謎の集団に襲われて供から逸れてしまい、たまたま目の前にあったちりぬ屋に逃げ込んだのである。壬生浪士組本来の使命の「将軍の警護」を果たすべく、婆ちゃんも含めた6名が2組に分かれて店を出て敵をおびき寄せ、京の地理に詳しいにおが家茂を二条城へ連れ出す作戦は成功したかと思われたが、直純だけは店内に落とした愛刀を回収するため店に入り、策は破綻する。
将軍暗殺の理由をにおに問われた直純は「血の立志団」と名乗り、徳川の世になって居場所を亡くした武士の世を復活させることが目的だと告げる。将軍が死ねば再び世は乱れ、争いの時代が始まる。そのような時代を認められないにおはボロボロになりながらも直純を足止めし家茂を逃がそうとするが、におを見捨てることができなかった家茂は戻ってきてしまう。だが、時間稼ぎの結果土方がその場に間に合い、家茂を二条城へと逃がすことに成功。直純と土方の戦いも双方の援軍が戦いの場に訪れたことで決着は先送りにすることになる。
そしてミブロを標的とした血の立志団は「今宵鴨川にかかる七つの橋を落とし京の町を火の海にする」と挑戦状を送り付ける。七つの橋と京八館道場を戦場に繰り広げられた死闘はミブロの全面勝利に終わるが、血の立志団との戦いは、同様の社会のはみ出し者であるミブロの面々に少なからず後味の悪さを残し、におには事件の中で知り合った一人の女性を救えなかった無力さを痛感させる結果となった。太郎やはじめ、土方達の支えで何とか立ち直ったにおは、理想と現実の折り合いをつけるため再び前に進み始める。
京から港のある大坂へ向かう将軍家茂。それを警護する武士たちの末席には背中に「誠」の一字が入った揃いの羽織姿の壬生浪士組の姿があった。大坂で自分を見送った後は壬生に戻るという彼らに京の治安を任せ、家茂は江戸へと向かう。

## 登場人物
声の項はテレビアニメ版における声優、演の項は舞台版におけるキャスト。

### 壬生浪士組（新選組）
通称“壬生浪（ミブロ）”。人々から嫌われている浪士集団、新選組の前身集団。

#### 三匹の狼
京都出身で、それぞれの事情でミブロに身を寄せることになった少年たち。
ちりぬ にお
声 - 梅田修一朗 / 演 - 坪倉康晴
本作の主人公。文久三年時点の数え年は13歳。土方と沖田に出会い、ミブロに入ることを決意する。正義感が強く、優しく素直な性格をしている。白髪で青い目の容姿の持ち主。

斎藤 はじめ（さいとう はじめ）
声 - 小林千晃 / 演 - 相澤莉多
近藤が拾ってきた人物。におや太郎と同年代の少年。口調も態度も悪いが、沈着冷静で面倒見の良さも持ち合わせている。本名は「次郎（じろう）」で、幼い頃に育てられた斎藤一が亡くなり、近藤に拾われて以降、「二代目斎藤一」を名乗っている。

田中 太郎（たなか たろう）
声 - 堀江瞬 / 演 - 瀧原光（NORD）
芹沢が拾ってきた人物。におと同い年の少年。奉公先を渡り歩き、ひどい扱いをされ過酷な人生を歩んで来た為、「生」への執着が強い。当初は本心を隠していたが、におと親しくなって以降は、口が悪く卑屈な素の面を見せるようになる。他方で臆病で控えめな一面もある。

#### 近藤派
近藤勇が当主を務めていた江戸の剣術道場試衛館の出身者を中心とした一派。
近藤 勇（こんどう いさみ）
声 - 杉田智和、佐々木えみ（幼少期） / 演 - 岩城直弥
ミブロの一員。純粋でどこか天然なところもあるが、剣の腕はミブロでも随一。身も心も武士であろうとする人物。強者を求めるミブロ最強の剣士。

土方 歳三（ひじかた としぞう）
声 - 阿座上洋平 / 演 - 猪野広樹
ミブロの一員。におをミブロに誘った人物。はじめと同じくらい口調が悪く自分にも他人にも厳しい。にお同様に真っすぐに「世の中を良くしたい」と考えている。

沖田 総司（おきた そうじ）
声 - 小野賢章 / 演 - 飯島颯
ミブロの一員。剣術に長けている。いつも笑顔で優しく見えるが、敵と対峙すれば純粋に強い相手と戦うことを望む剣士。春画コレクター。

永倉 新八（ながくら しんぱち）
声 - 津田健次郎 / 演 - 書川勇輝
武士（松前藩士、隊士）。生真面目で礼儀正しく、ミブロでも数少ない正真正銘の武士。左之助と行動を共にすることが多い。「血の立志団」との事件や羽織の完成を境に髪を結い、性格もより真面目になった。

原田 左之助（はらだ さのすけ）
声 - 岩崎諒太 / 演 - 櫻井佑樹
隊士（副長助勤）。血の気が多く熱い男。ミブロきっての武闘派で、刀より槍が得意。新八と行動を共にすることが多い。

山南 敬助（やまなみ けいすけ）
声 - 河西健吾
武士・隊士（副長）。豊富な知識と高い知性でミブロを支える参謀。キレると怖い一面も。

藤堂 平助（とうどう へいすけ）
声 - 戸谷菊之介
武士。八番隊組長、御陵衛士（高台寺党）。女性に目がないお調子者。モテるためにミブロに入ったが、剣の実力は折り紙付き。意中の女性からフラらたのを機会に髪を髷にした。

井上 源三郎（いのうえ げんざぶろう）
声 - 杉山紀彰
六番隊組長。近藤や土方と同門。農作業好きで無口な働き者で、実は酒も強い。

#### 芹沢五人衆
芹沢をリーダーとする水戸藩から来た一派。
芹沢 鴨（せりざわ かも）
声 - 竹内良太 / 演 - 砂川脩弥
ミブロの一員。大胆不敵な豪傑。汚れ役を買ってでもミブロを大事に思う一面も。浪士組の仲間を斬り、粛清を行っている。

新見 錦（にいみ にしき）
声 - 梅原裕一郎
水戸藩浪士、壬生浪士隊士。最も芹沢と縁が深い。任務をきっちりこなす、仕事人。

野口 健司（のぐち けんじ）
声 - 大野智敬
隊士（副長助勤）。荒くれものが多い芹沢一派のなかで、比較的おとなしい。

平間 重助（ひらま じゅうすけ）
声 - 前田雄
ミブロの副長助勤および勘定役。平山とセットで登場することが多い。

平山 五郎（ひらやま ごろう）
声 - 乃村健次 / 演 - 秋山皓郎
武士・隊士（副長助勤）。髭面で眼帯を付けている。平間とセットで登場することが多い。

#### その他の隊士
殿内 義雄（とのうち よしお）
声 - 朝霧友陽
浪士組で初めて内部粛清を受けた人物。芹沢によって斬殺される。死体は太郎とにおによって四条大橋に運ばれ、盗人に襲われた旅人として偽装された。芹沢本人は理由を「酔った勢いで斬った」としか語らなかったが、彼の所持品に浪士組を裏切った証拠となる手紙があったため、におと土方は浪士組を護るためと推測している。

### 会津藩関係者
松平 容保（まつだいら かたもり）
声 - 石井真
会津藩藩主。幕府より京都守護職に任じられ、京の治安維持のために藩士を率いて上京した。

藤田（ふじた）
声 - 浜田賢二
下の名は不明。会津藩士。藩内でも屈指の剣の使い手とされている。同郷の仲間を暗殺者「五匹の悪魔」に殺されてしまう。

### 五匹の悪魔
会津藩士を襲い、亡骸から両目を抜き去る5人の暗殺者の刺客。
木村 寿太郎
声 - 宮本充、國府咲月（幼少期）
「五匹の悪魔」の一員。「悲しいな」が口癖。長州出身の倒幕の志士。国から異国を排除するためには犠牲もいとわない。沖田との一騎打ちの末、相手の電光石火の剣技により殺害された。
京四郎
声 - 櫻井トオル / 演 - 速川大弥
「五匹の悪魔」の一員。薩摩出身の倒幕の志士。二刀を扱う忍者。寿太郎が沖田に殺害されると、あっさりと逃げ出した。
六平
声 - 今井文也
「五匹の悪魔」の一員。
権蔵
声 - 斎藤志郎
「五匹の悪魔」の一員。
宗助
声 - 濱野大輝
「五匹の悪魔」の一員。

### 幕府関係者
徳川 家茂（とくがわ いえもち） / 菊千代（きくちよ）
声 - 緒方恵美 / 演 - 成瀬遙城
江戸幕府第14代将軍。攘夷の機運が高まる中、国の未来のために奔走する。身分にかかわらず分け隔てなく接し、他人のことを思いやることができる優しい人物。

影丸（かげまる）
声 - 吉永拓斗
徳川家茂（菊千代）の身代わりを務める。将軍家に影武者として仕える一族の中で一番家茂に似ているとのことだが、髪型はともかく顔は全く似ていない。

### 血の立志団
それぞれの理由で社会的な居場所を失った武士出身者によって構成される集団。思想は関係なく、現在の徳川の治世を破壊することのみが目的。異名を持つ8人によって率いられている。
京八 直純（きょうはち なおずみ） / 武士（ぶし）
声 - 稲田徹、石上静香（幼少期）
「血の立士団」の一員。六尺（約182センチ）はある巨大な刀を振るう大男。京に古くから伝わる京八流剣術道場の長男だったが、道場破りを返り討ちにした際に後ろからの不意討ちで殺害したことで父の怒りを受け、養子である弟の陽太郎に次期当主の座を譲って諸国を放浪し、その途上で同志となる団員たちを束ねることになる。
ミブロとの戦争では、芹沢と死闘を繰り広げるが、彼に殺害された。

彩芽（あやめ） / 鈴蘭（すずらん）
声 - 上村祐翔、浅見香月（幼少期）
「血の立士団」の一員。中性的な容姿の青年。生まれつき左腕が無いため家族から疎まれ蔵に閉じ込められて育ち見世物小屋に売られる寸前だったが、たまたま通りがかった直純が屋敷の者を皆殺しにして解放。それ以来、彼と行動を共にしている。
毒使いであり、ミブロとの戦争でははじめと戦うが、新見に攻撃を食らい敗北した。

猟犬（りょうけん）
声 - 塩屋翼
「血の立士団」の一員。恰幅のいい老人。名ばかりの武士に強い憤りを感じており、新八や左之助とは、賭博場で知り合う。
ミブロとの戦争では、新八や左之助と遭遇し改心するが、裏切り者の夜叉に殺害される。

扇動（せんどう）
声 - 中島ヨシキ
「血の立士団」の一員。長髪の美青年。「名」を残すことに執着している。
ミブロとの戦争では、土方と戦うが、彼に敗北した。

夜叉（やしゃ）
声 - 木村良平
「血の立士団」の一員。居合が得意技で、弱肉強食こそが武士の論理と考えている。
ミブロとの戦争では、裏切り者の猟犬を殺害するが、新八の怒りを買って彼に殺害された。

花火師（はなびし）
声 - 山根雅史
「血の立士団」の一員。「京八館」の門下生でもある。自由を望み、藩を抜け「血の立志団」に加入した。
ミブロとの戦争では、平間と平山と交戦するが、駆けつけた沖田と藤堂に敗北した。

寡黙（かもく）
「血の立士団」の一員。その名の通り、無口な謎多き人物。
ミブロとの戦争では、山南と井上と交戦するが、逃げていった。

京八 陽太郎（きょうはち ようたろう） / 鈍心（どんしん）
声 - 宮野真守、松田利冴（幼少期）
直純の義弟。道場「京八館」を開く京八流の当主。気の優しい好青年だが、それゆえ門人に軽んじられている。しかし剣の腕は近藤とほぼ互角であり、直純からも一目置かれている。
孤児であった所を京八当主に拾われ、剣道の実力や人柄を気に入られて、実子の直純に代わって道場の当主に任命された為、直純に対して引け目を感じていた。直純より門下生が将軍襲撃に加わっていたと聞かされ、その責任を取る為の過去の彼への引け目から、「血の立志団」に加わる。
近藤と剣道勝負をした際には勝利するが、ミブロとの戦争では、今後のことを考え妻のナギと離縁し、近藤の真の力を悟り殺害され、直純への謝罪や妻のナギのことを思いながら息を引き取る。

京八 ナギ（きょうはち ナギ）
声 - 安済知佳
陽太郎の嫁。京八家に嫁いできた。陽太郎の子を身ごもっており、ちりぬ屋で一人の女の子を出産するが、命の誕生と引き換えに亡くなる。

### 京の人々
婆ちゃん
声 - 定岡小百合 / 演 - わかばやしめぐみ
孤児だったにおといろはを引き取って女手一つで育てた団子屋「ちりぬ屋」の店主。三人共に血縁は無いが、実の家族同様の絆で結ばれている。本人によれば「祖母」ではなく「オカン（母親）代わり」とのこと。

ちりぬ いろは
声 - 夏吉ゆうこ
におの妹。赤ん坊のころに実の父母を亡くして婆ちゃんに引き取られた。器量が良いことから公家（名前不明）に引き取られることになり、におがミブロに加わった直後、宮中に住むようになる。

世都（せと）
声 - 村瀬歩 / 演 - 新谷聖司
大店呉服屋「鶴屋」の息子。母親がイギリス人だったため、金髪碧眼。関西弁で話す。

さくら
声 - 高橋李依
鍛冶師（刃物職人）見習いの女性。親方与作を「日本一の刀鍛冶師」と慕う。華道の名門の家に生まれたが、刀鍛冶の与作が作った刀剣を見て感動し自分も刀鍛冶になりたいと志す。女性が鍛冶を目指すのは当時の常識からは逸脱していたため家から追い出され、与作の下に押しかけて弟子入りし高い技術を身に着けた。

与作（よさく）
声 -  長野伸二
腕のいい刀鍛冶。さくらが弟子入りしたため「女が働いている鍛冶屋の刀」という偏見で客が来なくなってしまい、店は荒れ果ててしまっている。元凶ともいえるさくらに対しては厳しく接するが実際は弟子として認めており、土方がさくらの刀を使うことを承知した際にはさくらよりも先に涙を見せた。

蛇（へび）
声 - くじら
非常に横幅がある巨大な体格の女性。暗殺も含めた汚れ仕事を斡旋する元締めをする。はじめとは顔見知り。

斎藤 一（さいとう はじめ）
声 -  田中正彦
史実で「新選組の斎藤一」とされている人物。かつて江戸で旗本を斬ってしまい、敵討ちを恐れて京に逃げていた。蛇の斡旋する仕事で金を稼いでいたが、仕事に巻き込まれて両親を失った少年の次郎を引き取り育てることになる。次郎本人の希望もあり、居合と武士としての作法を厳しく仕込んでいる。病で体が弱っていく中、敵討ちに住処が知られ襲撃を受けた際に次郎を庇って致命傷を負う。江戸の試衛館で面識があった近藤勇がいる壬生村を目指すがその途上で力尽き、近藤に「（二代目）斎藤一」と名乗る少年（次郎）を託すことになる。会津藩の藤田とは旧知の仲。

姉小路 公知（あねがこうじ きんとも）
声 - 平川大輔
薩摩の志士からも名手として慕われる公家。齢23歳でありながら、朝廷の攘夷派を引っ張る。はじめによって護衛されるが、後に3人の刺客に暗殺される。

## 評価
日本出版販売が発表した「2022年、最初の四半期で最も売れた“第1巻”」で第19位を獲得。
2022年講談社次世代ヒットまんが大賞で2位を獲得。

## 書誌情報
- 安田剛士『青のミブロ』講談社〈講談社コミックス〉、全14巻
  1. 2022年2月17日発売[2][10]、ISBN 978-4-06-526646-5
  2. 2022年4月15日発売[26]、ISBN 978-4-06-527527-6
  3. 2022年6月17日発売[27]、ISBN 978-4-06-528177-2
  4. 2022年8月17日発売[28]、ISBN 978-4-06-528655-5
  5. 2022年10月17日発売[29]、ISBN 978-4-06-529485-7
  6. 2022年12月16日発売[30]、ISBN 978-4-06-529940-1
  7. 2023年2月17日発売[31]、ISBN 978-4-06-530525-6
  8. 2023年4月17日発売[32]、ISBN 978-4-06-531237-7
  9. 2023年6月15日発売[33]、ISBN 978-4-06-531891-1
  10. 2023年9月14日発売[34]、ISBN 978-4-06-532889-7
  11. 2023年11月16日発売[35]、ISBN 978-4-06-533546-8
  12. 2024年2月16日発売[36]、ISBN 978-4-06-534557-3
  13. 2024年4月17日発売[37]、ISBN 978-4-06-535178-9
  14. 2024年7月17日発売[38]、ISBN 978-4-06-536160-3
- 安田剛士『青のミブロ-新選組編-』講談社〈講談社コミックス〉、既刊6巻（2025年7月16日現在）
  1. 2024年9月17日発売[39]、ISBN 978-4-06-536761-2
  2. 2024年11月15日発売[40]、ISBN 978-4-06-537425-2
  3. 2025年1月17日発売[41]、ISBN 978-4-06-538074-1
  4. 2025年3月17日発売[42]、ISBN 978-4-06-538711-5
  5. 2025年5月16日発売[43]、ISBN 978-4-06-539356-7
  6. 2025年7月16日発売[44]、ISBN 978-4-06-540006-7

## テレビアニメ
第一期は2024年10月から2025年3月まで、読売テレビ・日本テレビ系列にて放送された。
2025年3月29日の第24話の放送終了後、第二期『芹沢暗殺編』が2025年冬に放送予定であることが発表された。そして同年8月20日に、放送が12月20日から放送であることが発表された。

### スタッフ
- 原作 - 安田剛士[46]
- 監督 - 羽原久美子[15]
- シリーズ構成 - 猪原健太[15]
- キャラクターデザイン - 大場優子[15]、西田美弥子[15]
- プロップデザイン - 種子宗恵美、菅嶋圭瞳
- 美術監督 - 柴田聡
- 色彩設計 - 渡辺亜紀
- 撮影監督 - 野村雪菜
- CGディレクター - ディック小鹿原
- 編集 - 小守真由美
- 音響監督 - 亀山俊樹[15]
- 音響効果 - 山田香織
- 音楽 - 林ゆうき[15]
- チーフプロデューサー - 三澤幸三、嵯峨隼人
- プロデューサー - 中田博也、鈴木聡、佐藤晴美
- アニメーションプロデューサー - 川角真優香
- アニメーション制作 - MAHO FILM[15]
- 製作 - 「青のミブロ」製作委員会（読売テレビ、電通、MAHO FILM）

### 主題歌
第一期
「青」
SPYAIRによる第一期・第1クールのオープニングテーマ。作詞はMOMIKEN、作曲はUZ、編曲はUZ & tasuku。
「OOKAMI」
梅田サイファーによる第一期・第2クールのオープニングテーマ。作詞は梅田サイファー、作曲はbanvox、梅田サイファー。
「UNBREAKABLE」
THE JET BOY BANGERZによる第一期・第1クールのエンディングテーマ。作詞・作曲はDvii、中山翔吾、Ryo Ito、編曲は中山翔吾。
「フラグメント」
osageによる第一期・第2クールのエンディングテーマ。作詞・作曲は山口ケンタ、プロデュースは須藤優、編曲はosage、須藤優。

### 各話リスト
| 第1話  | 壬生浪と少年     | 猪原健太 | 羽原久美子       | 羽原久美子 日下直義 | 出口花穂 大場優子 広瀬良雄 猪瀬愛美 青木真理子 飯飼一幸 桜井木ノ実 関口雅浩 南伸一郎 | 出口花穂 広瀬良雄 大場優子 猪瀬愛美 舛舘俊秀                              | 2024年 10月19日 |
| 第2話  | 泣いていい世界   | 猪原健太 | もりたけし       | 日下直義            | 桜井木ノ実 関口雅浩 西田美弥子 南伸一郎                                              | 出口花穂 大場優子                                                         | 10月26日        |
| 第3話  | 魂の在り処       | 猪原健太 | もりたけし       | 大薮恭平            | 出口花穂 大場優子 猪瀬愛美 青木真理子 飯飼一幸 桜井木ノ実 南伸一郎                   | 出口花穂 広瀬良雄 大場優子 猪瀬愛美 舛舘俊秀                              | 11月2日         |
| 第4話  | 敵の名前         | 伊神貴世 | 大久保富彦       | 大久保富彦          | 大久保富彦 大場優子 関口雅浩 西田美弥子                                              | 大久保富彦 出口花穂 大場優子 西田美弥子                                   | 11月9日         |
| 第5話  | 志は一つ         | 羽良俊馬 | どじゃがげん     | 日下直義            | 青木真理子 飯飼一幸 鎌田均 桜井木ノ実 南伸一郎                                       | 出口花穂 広瀬良雄 大場優子 猪瀬愛美                                       | 11月16日        |
| 第6話  | それぞれの正義   | 猪原健太 | もりたけし       | 又野弘道            | 朴乾河 BEEP Revival                                                                  | 出口花穂                                                                  | 11月23日        |
| 第7話  | 矜持             | 伊神貴世 | 飯村正之         | 飯村正之            | 広瀬良雄 大場優子 猪瀬愛美 関口雅浩 西田美弥子 舛舘俊秀 南伸一郎 ANI-G               | 出口花穂 広瀬良雄 大場優子 猪瀬愛美 西田美弥子                            | 11月30日        |
| 第8話  | 掌               | 岡田邦彦 | どじゃがげん     | 日下直義            | 青木真理子 飯飼一幸 桜井木ノ実 南伸一郎 Fusion Studio                                | 出口花穂 広瀬良雄 大場優子 猪瀬愛美                                       | 12月7日         |
| 第9話  | 宝               | 羽良俊馬 | 大久保富彦       | 大久保富彦          | 大久保富彦 関口雅浩 西田美弥子 鑫月 孫仁義                                           | 出口花穂 大場優子                                                         | 12月14日        |
| 第10話 | 最弱の将軍       | 猪原健太 | もりたけし       | 大薮恭平            | 青木真理子 桜井木ノ実 舛舘俊秀 南伸一郎 スタジオミュウ                               | 出口花穂 広瀬良雄 大場優子 猪瀬愛美 木村奈波 山田優衣 匣崎由希 柳本絵梨子 | 12月21日        |
| 第11話 | 真の強さ         | 岡田邦彦 | もりたけし       | 粟井重紀            | 飯飼一幸 関口雅浩 光の園・アニメーション                                             | 出口花穂 大場優子 猪瀬愛美                                                | 12月28日        |
| 第12話 | 八つの頭         | 伊神貴世 | どじゃがげん     | 日下直義            | 桜井木ノ実 西田美弥子 南伸一郎                                                       | 出口花穂 広瀬良雄 大場優子 猪瀬愛美                                       | 2025年 1月4日   |
| 第13話 | 同じ夢を描いて   | 猪原健太 | どじゃがげん     | 飯村正之            | 青木真理子 桜井木ノ実 南伸一郎 舛舘俊秀 光の園・アニメーション                       | 出口花穂 広瀬良雄 大場優子 猪瀬愛美                                       | 1月11日         |
| 第14話 | 金策奔走         | 猪原健太 | 大久保富彦       | 大久保富彦          | 大久保富彦 関口雅浩 西田美弥子                                                       | 出口花穂 大場優子                                                         | 1月18日         |
| 第15話 | 川の流れのように | 岡田邦彦 | まつもとよしひさ | 又野弘道            | 大場優子 山﨑展義 廣嶋美穂 朴乾河 沙会朋                                             | 出口花穂 大場優子 猪瀬愛美                                                | 1月25日         |
| 第16話 | 出陣             | 伊神貴世 | もりたけし       | 大薮恭平            | 飯飼一幸 桜井木ノ実 西田美弥子 南伸一郎 舛舘俊秀 光の園・アニメーション              | 出口花穂 広瀬良雄 大場優子 猪瀬愛美                                       | 2月1日          |
| 第17話 | 居場所           | 羽良俊馬 | どじゃがげん     | 日下直義            | 桜井木ノ実 西田美弥子 光の園・アニメーション                                         | 出口花穂 広瀬良雄 大場優子 猪瀬愛美                                       | 2月8日          |
| 第18話 | 土の人間         | 猪原健太 | 大畑晃一         | 日下直義            | 青木真理子 桜井木ノ実 関口雅浩 南伸一郎 舛舘俊秀 米川 光の園・アニメーション         | 出口花穂 広瀬良雄 大場優子 猪瀬愛美                                       | 2月15日         |
| 第19話 | 継承者           | 岡田邦彦 | もりたけし       | 粟井重紀 前園文夫   | 飯飼一幸 桜井木ノ実 光の園・アニメーション 韓承熙 山下聖美                           | 出口花穂 広瀬良雄 大場優子 猪瀬愛美                                       | 2月22日         |
| 第20話 | 覚悟の上         | 伊神貴世 | もりたけし       | 又野弘道            | 山﨑展義 松本勝次 田之上慎 廣嶋美穂 朴乾河 沙会朋                                    | 広瀬良雄 大場優子 猪瀬愛美                                                | 3月1日          |
| 第21話 | 罪と幸           | 猪原健太 | どじゃがげん     | 日下直義            | 青木真理子 桜井木ノ実 関口雅浩 舛舘俊秀 南伸一郎                                     | 広瀬良雄 大場優子 猪瀬愛美                                                | 3月8日          |
| 第22話 | 抗う者たち       | 岡田邦彦 | 大久保富彦       | 大久保富彦          | 大久保富彦 関口雅浩 西田美弥子                                                       | 大場優子                                                                  | 3月15日         |
| 第23話 | 繋がり           | 猪原健太 | 麻宮騎亜         | 前園文夫            | 飯飼一幸 西田美弥子 光の園・アニメーション                                           | 広瀬良雄 大場優子 猪瀬愛美                                                | 3月22日         |
| 第24話 | 青の誓い         | 猪原健太 | どじゃがげん     | 日下直義            | 広瀬良雄 大場優子 猪瀬愛美 青木真理子 桜井木ノ実 関口雅浩 舛舘俊秀 南伸一郎          | 広瀬良雄 大場優子 猪瀬愛美 舛舘俊秀                                       | 3月29日         |

### 放送局
| 放送期間                       | 放送時間           | 放送局                                                  | 対象地域 | 備考           |
| ------------------------------ | ------------------ | ------------------------------------------------------- | -------- | -------------- |
| 2024年10月19日 - 2025年3月29日 | 土曜 17:30 - 18:00 | 読売テレビ（製作局） ほか日本テレビ系列フルネット全27局 | 日本国内 | 連動データ放送 |
|                                |                    | 福井放送                                                | 福井県   | 連動データ放送 |
| 2024年10月20日 - 2025年3月30日 | 日曜 7:00 - 7:30   | テレビ大分                                              | 大分県   |                |
| 全放送局で字幕放送を実施。     |                    |                                                         |          |                |

| 配信開始日     | 配信時間                                                      | 配信サイト | 備考                   |
| -------------- | ------------------------------------------------------------- | --- | ---------------------- |
| 2024年10月19日 | 土曜 18:00 更新                                               | Lemino アニメタイムズ | 見放題配信             |
|                |                                                               | TVer ytv MyDo! | 見逃し配信             |
| 2024年10月23日 | 水曜 18:00 以降順次更新                                       | ABEMAプレミアム Prime Video dアニメストア （本店・for Prime Video・ニコニコ支店） DMM TV FOD Hulu J:COM STREAM milplus TELASA auスマートパスプレミアム U-NEXT WOWOWオンデマンド アニメ放題 バンダイチャンネル ふらっと動画 | 見放題配信             |
|                |                                                               | ABEMA ニコニコ生放送 | 最新話期間限定無料配信 |
|                | 水曜 18:00 更新（第1話） 土曜 18:00 以降順次更新（第2話以降） | Google TV HAPPY!動画 J:COM STREAM milplus music.jp Prime Video Rakuten TV TELASA VIDEX カンテレドーガ ニコニコチャンネル バンダイチャンネル ビデオマーケット ムービーフルPlus                                              | レンタル配信           |

### BD / DVD
| 巻 | 発売日        | 収録話          | 規格品番     | 規格品番     | 規格品番 |
| 巻 | 発売日        | 収録話          | BD限定版     | DVD限定版    |          |
| -- | ------------- | --------------- | ------------ | ------------ | -------- |
| 1  | 2025年2月26日 | 第1話 - 第12話  | ANZX-17271/4 | ANZB-17271/4 |          |
| 2  | 2025年6月25日 | 第13話 - 第24話 | ANZX-17275/8 | ANZB-17275/8 |          |

### 関連商品・イベント
- キャラクターイメージの腕時計[53]
- コラボカフェ

2025年1月15日から2月2日まで池袋・道頓堀・名古屋・仙台にて開催。
| 読売テレビ制作・日本テレビ系列 土曜 17:30 - 18:00                                                                        | 読売テレビ制作・日本テレビ系列 土曜 17:30 - 18:00       | 読売テレビ制作・日本テレビ系列 土曜 17:30 - 18:00 |
| 前番組 | 番組名                                                  | 次番組                                            |
| --- | ------------------------------------------------------- | ------------------------------------------------- |
| 僕のヒーローアカデミア Memories （2024年4月6日 - 4月27日） ↓ 僕のヒーローアカデミア（第7期） （2024年5月4日 - 10月12日） | 青のミブロ（第一期） （2024年10月19日 - 2025年3月29日） | 真・侍伝 YAIBA （2025年4月5日 - ）                |

## 舞台
2025年4月11日から20日まで東京都のEX THEATER ROPPONGI、同年4月25日から27日まで京都府の京都劇場にて上演予定。

### スタッフ（舞台）
- 原作 - 安田剛士[12]
- 脚本・演出 - 西田大輔[12]
- 企画・製作 - 講談社、DisGOONie、Office ENDLESS、読売テレビ[12]
- 主催 - 舞台『青のミブロ』製作委員会[12]